# Maillane
Maillane – miejscowość i gmina we Francji, w regionie Prowansja-Alpy-Lazurowe Wybrzeże, w departamencie Delta Rodanu.
Według danych na rok 1990 gminę zamieszkiwały 1664 osoby, a gęstość zaludnienia wynosiła 99 osób/km² (wśród 963 gmin regionu Prowansja-Alpy-W. Lazurowe Maillane plasuje się na 295. miejscu pod względem liczby ludności, natomiast pod względem powierzchni na miejscu 562.).